# العربي ذات البقع الزرقاء
Colotis phisadia ، الفراشة العربية ذات البقع الزرقاء، هي فراشة صغيرة من فصيلة Pieridae أي ذات البقع الصفراء والبيضاء، تتواجد في موريتانيا والسنغال ومالي ونيجيريا والنيجر وتشاد والسودان وإثيوبيا وكينيا والكويت وأوغندا والجزيرة العربية والشرق الأدنى والهند.

## وصف
اللون الأرضي للجانب العلوي من الجناح الأمامي للذكر هو وردي سلموني باهت، وهو لون أفتح من الخارج؛ القاعدة مشبعة ومرشوشة بقشور رمادية مزرقة تمتد إلى الخارج وتندمج برقعة سوداء تشغل قمة الخلية وتنتشر على طول الخلايا القرصية؛ الثلث الطرفي للجناح أسود مع بقع محاطة باللون الأرضي في المسافات البينية 3 و4 و5 و9، أحياناً تغيب البقعة في 4، الحافة الداخلية للمنطقة السوداء محاطة بالمسافات البينية 2 و4؛ للهامش الخارجي سلسلة من البقع الطرفية الدقيقة من اللون الأرضي في المسافات البينية. الجناح الخلفي: أبيض، قاعدته محترقة بشدة مع قشور رمادية مزرقة ممتدة إلى الأسفل في شريط منتشر موازٍ للظهر؛ النصف الطرفي للجناح أسود نفاث. الجانب السفلي: تماماً مثل الجانب السفلي لذكر C. protractus . قرون الإستشعار والرأس والصدر والبطن كما في C. protractus .
الأنثى متغيرة جداً، لكنها تشبه الذكر في العلامات. على الجانب العلوي، ومع ذلك، فإن المناطق الطرفية على كل من الأجنحة الأمامية والخلفية التي تكون سوداء في الذكر تكون بنية حريرية على الجناح الأمامي، والحافة المتعرجة الداخلية لنفس الجزء الخلفي سوداء؛ ، تحيط المنطقة البنية الطرفية للجناح الخلفي بشريط أسود متعرج غير منتظم لا يمتد إما إلى الضلع أو الظهر. اللون الأرضي للجناح الأمامي لبعض العينات يكون وردياً باهتاً يتلاشى إلى الأبيض من الخارج؛ أما في الجناح الخلفي، فيكون اللون الأرضي أبيض، كما هو الحال في الذكر. في العينات الأخرى، يكون اللون الأرضي على كل من الأجنحة الأمامية والخلفية أبيض أو برتقالي وردي بالكامل. الجانب السفلي: كما هو الحال في الذكر، ولكن المنطقة القمية للجناح الأمامي والسطح بأكمله للجناح الخلفي مصبوغة بدرجة أو بأخرى باللون الأصفر. يكون هذا اللون الأصفر واضحاً جداً في العديد من الأفراد (ربما الصغار في موسم الجفاف). الجناح الأمامي: مع بقع سوداء خلفية مثلما توضح الذكور. الجناح الخلفي: شريط بقعي بني غير منتظم على شكل قرص متموج وغالباً ما يكون معتقاً. قرون الاستشعار والرأس والصدر والبطن مثل الذكور. 

## توزيع
"السجلات الوحيدة لهذا الشكل ضمن حدودنا هي: عينة رقم 6 في المتحف الهندي تحمل علامة "سورات"؛ حصل الدكتور ماندرز على عينة واحدة في ملتان في البنجاب؛ ويقترح مابيل، معلومات مجهولة المصدر، أنها من "شمال الهند ' . 

## تاريخ الحياة
يرقة. تتغذى اليرقة على سلفادورا بيرسيكا . "لونها أخضر كالبازلاء في صغرها، مع بقعتين سوداويتين على مؤخرة الرأس، وعلامة بيضاء تكاد تكون على شكل قطعة من الماس، لكنها أطول قليلاً، على القطعة الثانية؛ وعندما تكبر، تختفي البقع السوداء على الرأس وتصبح العلامة البيضاء أكثر وضوحاً وتُحدَّد باللون الأسود. توجد علامتان متشابهتان خلف منتصف الظهر مباشرة، والعلامة الأمامية هي الأصغر، وعلامة أخرى مماثلة على القطعة الحادية عشرة." (ممرضة مقتبسة في بينغهام) 
شرنقة. كما هو موضح فهي قوية البنية، بنية باهته، مرقطة بدرجة أو بأخرى باللون البني الداكن، ذو شكل أسطواني في الغالب، مع أجنحة متطورة بشكل معتدل؛ وينتهي الرأس بنقطة حادة للغاية. 

## الأنواع الفرعية
- C. p. phisadia (موريتانيا، شمال السنغال، مالي، شمال شرق نيجيريا، النيجر، تشاد، السودان، الصومال، شمال إثيوبيا، غرب وجنوب شبه الجزيرة العربية)
- ج.ص. أوسيلاتوس (بتلر، 1886) (إثيوبيا)
- ج.ص. فلسطين ستودينجر، 1898
- سي. بي. روتشيلدي (شارب، 1898) (كينيا)
- ج. ص. صوماليكا ستوراس، 1948 (الصومال)
- ج.ص. المبهم دابريرا، 1980 (شمال أوغندا، شمال كينيا)